# Blåmansholmen
Blåmansholmen är en ö i Finland. Den ligger i Finska viken och i kommunen Kyrkslätt i den ekonomiska regionen  Helsingfors i landskapet Nyland, i den södra delen av landet. Ön ligger omkring 34 kilometer sydväst om Helsingfors.
Öns area är 2,1 hektar och dess största längd är 340 meter i sydväst-nordöstlig riktning.